# Trichilia chirriactensis
Trichilia chirriactensis là một loài thực vật thuộc họ Meliaceae. Đây là loài đặc hữu của Guatemala.